# Voorval
Voorval is een novelle van Harry Mulisch uit 1989.

## Inhoud
De hoofdfiguur in Voorval is een ingenieur, die van de 55e verdieping van een gebouw geblazen wordt door een rukwind. In een flits trekken diverse beelden van zijn leven aan hem voorbij: de scheiding van zijn vrouw, zijn 'nachtboek' (waarin hij dromen noteerde), min of meer onafhankelijke anekdoten. Het grootste deel van de novelle speelt zich dan ook af in een tijdsverloop van enkele seconden. Dan wordt hij enkele verdiepingen lager door een rukwind weer naar binnen geblazen. Niemand gelooft zijn verhaal, zodat hij besluit om het ook zelf als niet gebeurd te beschouwen.
De titel van de novelle verwijst zowel naar een 'voorval' (waarmee de nadruk wordt gelegd op de 'occasionele' manier waarop het verhaal zich afspeelt) als naar de fysieke val van de ingenieur.
- Een tweede uitgave van dit essay, werd uitgegeven door Mag. De Bijenkorf bv, ter gelegenheid van: De literaire Boekenmaand, die in maart 1989 in de Bijenkoorf Boekhandels werd gehouden. Coördinatie:  Peter Brinkers, omslagontwerp: Eric Meeder, Omslagfoto: Roos Alderhoff, foto aute=ur: Leo Vogelzang, Druk: Drukkerij Hooiberg bv Epe, bindwerk Meppeler Boekbinderij, formaatL 19 * 12,5 cm, 56 p, ISBN 90 71 442 225

- 1990: Tweede druk, Bezige Bij, Uitgave ter gelegenheid van "De Literaire Boekenmaand", ISBN 90-234-6115-0

- 1993: Vorfall : fünf Erzählungen, Harry Mulisch; aus dem Niederländischen von Martina den Hertog-Vogt, Franca Fritz und Hans Herrfurth, uitgave: Rowohlt, Reinbek bei Hamburg, 185 p, 20 cm, ISBN 3-499-13364-4